# Hemimycena cucullata
Hemimycena cucullata es una especie de hongo basidiomiceto de la familia Mycenaceae, del orden  Agaricales.

## Sinónimos
- Agaricus cucullatus (Göttingen, 1801)
- Agaricus gypseus (Upsaliae, 1838)
- Helotium cucullatum  (Redhead, 1982)
- Hemimycena gypsea (Singer, 1943)
- Marasmiellus gypseus  (Singer, 1951)
- Mycena cucullata (Bon & Chevassut, 1992)
- Mycena cucullifera (Romagn 1973)
- Mycena gypsea (Quél (1873)
- Trogia gypsea  (Corner (1966)